# Batalha de Zinjibar (2011)
A Batalha de Zinjibar foi uma batalha entre as forças governistas leais ao líder iemenita Ali Abdullah Saleh e as forças militantes islamitas, possivelmente incluindo elementos da al-Qaeda na Península Arábica (AQAP),  durante a Revolução Iemenita pelo controle da cidade de Zinjibar e seus arredores como parte de uma insurgência mais ampla no autodeclarado "Emirado da Al-Qaeda no Iêmen". Muitas das forças islamitas que operam na província de Abyan referem-se a si mesmas como Ansar al-Sharia ("Partidários da Sharia").
Os rebeldes associados à Al-Qaeda na Península Arábica estavam em guerra com o governo central e, aproveitando a situação no país, invadiram a cidade em 27 de maio, conquistando-a. Depois de capturar a cidade, os islamitas estabeleceram um emirado islâmico em Abyan, cuja capital é a cidade de Zinjibar. De julho a setembro, as forças do governo iemenita realizaram vários ataques na área e basicamente controlaram áreas relevantes. Então o exército tentaria repeli-los, o que seria alcançado somente um ano após a batalha durante a ofensiva em Abyan em 2012.